# Territori britannici del Pacifico occidentale
I Territori britannici del Pacifico occidentale furono un'entità coloniale creata nel 1877 dalla Corona britannica per amministrare le isole controllate dal Regno Unito nel Pacifico e nell'area dell'Oceania, ad eccezione delle Figi e delle Isole Salomone; era composta perlopiù da entità territoriali minori.

## Storia
La composizione dei territori variò nel corso degli anni. Gli stati più duraturi che fecero parte di questa entità furono le Figi (dal 1877 al 1952) e le Isole Salomone (dal 1893 al 1976). Dal 1942 al 1945, l'alto commissario come rappresentante britannico venne sospeso, dal momento che, pur rimanendo le isole un possedimento britannico, le Isole Salomone e le Isole Gilbert passarono sotto l'occupazione giapponese.
La posizione dell'alto commissario delle isole del Pacifico venne formalizzata nel 1877 dal consiglio privato della Regina Vittoria.
Nel 1952, le Figi si separarono dal governo dell'alto commissario. A seguito di questo atto, la sede dell'alto commissario e capitale del possedimento coloniale venne spostata a Honiara sulle Isole Salomone. La locale corte amministrativa continuò ad incontrarsi però a Suva sino al 1962 quando i due uffici vennero definitivamente separati. La corte locale era composta da un giudice capo e da due corti minori, una di sede a Port Vila, nelle Nuove Ebridi (oggi Vanuatu), e l'altra a Tarawa, sulle Isole Gilbert ed Ellice (oggi Kiribati e Tuvalu).
Gran parte delle isole ottennero l'indipendenza o l'autogovernabilità interna dal 1971. Dal 2 gennaio 1976 dopo che quasi tutti gli stati ebbero richiesto l'indipendenza, l'incarico di alto commissario venne abolito, anche se la corte d'appello continuò a funzionare sino alla fine degli anni '70. Con l'indipendenza di Kiribati nel 1979, tutte le isole parti dei Territori (ad eccezione delle Isole Pitcairn) vennero dichiarate indipendenti o agganciate ad altre entità.
Nel 2002 gli antichi registri degli alti commissari vennero trasferiti in Nuova Zelanda ed attualmente fanno parte della collezione dell'Università di Auckland.

## Gruppi di isole

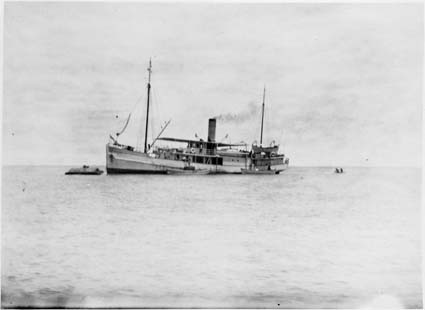
La SS Tokelau – Nave a vapore ufficiale del governatore del protettorato delle isole Gilbert e Ellice (30 aprile 1909)

- Isole Gilbert ed Ellice (1892 -  1971) – oggi indipendenti separatamente come Kiribati (in Micronesia) e Tuvalu (in Polinesia) rispettivamente

### In Polinesia
- Isole Canton ed Enderbury (1939 - 1971) – oggi parte delle Kiribati
- Isole Cook (1893 - 1901) – 15 piccole isole, oggi indipendenti in associazione libera con la Nuova Zelanda
- Isola di Savage, nota come anche "Rocca di Polinesia" (1900 - 1901) – oggi Niue; attualmente associata alla Nuova Zelanda
- Isole della Fenice (sino al 1939) - perlopiù disabitate, otto atolli attualmente parte delle Kiribati
- Isole Pitcairn (1898 - 1952) – attualmente territorio britannico d'oltremare
- Tonga (1900 - 1952) – regno nativo, indipendente dal 1970
- Isole dell'Unione (1877 - 1926) – oggi Tokelau, territorio dipendente dalla Nuova Zelanda

### In Micronesia
- Isola Pleasant 1914 - 1921 (dopo la prima guerra mondiale, Nauru divenne parte della Lega delle Nazioni, amministrata dall'Australia; nel 1947, un corrispondente della UN Trusteeship venne approvato dalle Nazioni Unite; ottenne l'indipendenza nel 1968

### In Melanesia
- Figi (1877 - 1952) – oggi indipendente
- Isole Salomone (1893 - 1971) – oggi indipendente
- Nuove Ebridi (1906 - 1971), condominio franco-britannico, oggi indipendente col nome di Vanuatu